# Пуплі
Пуплі (ест. Pupli) — село в Естонії, входить до складу волості Міссо, повіту Вирумаа.